# Јевгениј Кузњецов
Јевгениј Јевгењевич Кузњецов (рус. Евге́ний Евге́ньевич Кузнецо́в; 19. мај 1992, Чељабинск, Русија) професионални је руски хокејаш на леду који игра на позицијама центра и десног крила (нападач).
Тренутно игра за екипу Вашингтон Капиталси из главног града Сједињених Држава Вашингтона у Националној хокејашкој лиги (од 2014).
Са сениорском репрезентацијом Русије освојио је две титуле светског првака на СП 2012. и СП 2014. године.

## Каријера
Основне хокејашке кораке Кузњецов је савладао у школи хокеја клуба Трактор из Чељабинска, у којем је и започео играчку каријеру 2009. године. Повремено је наступао и за јуниорску екипу Тракотра Беле медведе. У својој првој професионалној сезони 2009/10. одиграо је 35 утакмица уз учинак од 8 поена (2 гола и 6 асистенција). Одличним партијама у својој дебитантској сезони у КХЛ лиги, скренуо је на себе пажњу скаута НХЛ лиге, те је уочи драфта 2010. означен као 3 најбои Европљанин. На драфту га је као 26. пика у првој рунди одабрала екипа Вашингтон Капиталса.
У сезони 2011/12. играо је у тиму свих звезда КХЛ лиге, а исти успех остварио је и наредне две сезоне. Током своје последње полусезоне у екипи Трактора (сезона 2013/14) Кузњецов је зарадио укупно 3,8 милиона америчких долара.
Како екипа Трактора у сезони 2013/14. није обезбедила пласман у плејоф КХЛ лиге, Кузњецов је одлучио да раскине уговор за клубом из Чељабинска, а већ 8. марта 2014. је потписао уговор са екипом Вашингтона.
У НХЛ лиги је дебитовао 11. марта у утакмици против Питсбург Пенгвинса, одигравши око 10,5 минута, уз два шута ка голу противника. Прве асистенције остварио је на утакмици против Канакса играној 14. марта, док је први погодак забележио 25. марта у утакмици против Лос Анђелес Кингса. У целој дебитантској НХЛ сезони одиграо је 17 утакмица, и постигао 3 гола и 6 асистенција (9 бодова).

### Репрезентативна каријера
За јуниорску репрезентацију Русије, играчи до 18 година, дебитовао је на светском првенству 2009. на којем је селекција Русије освојила сребрну медаљу. И наредне године учествовао је на такмичењу у истом узрасту. На три светска првенства за играче до 20 година освојио је једну златну и једну сребрну медаљу.
За сениорску репрезентацију на великим такмичењима дебитовао је на светском првенству 2012. где је освојио златну медаљу и титулу светског првака. Кузњецов је на том турниру одиграо укупно 10 мечева и постигао 2 поготка и 4 асистенције. Занимљиво је да је Кузњецов тако постао првим играчем у репрезентацији Русије који је освојио светско првенство, а да је рођен након распада Совјетског Савеза.
Након 6. места на СП 2013, репрезентација Русије је 2014. освојила нову титулу светског првака.